# Joseph Redlich
Joseph Redlich (* 28. Juli 1857 in Breslau; † 2. Mai 1943 in Bad Homburg vor der Höhe) war ein deutscher Architekt, preußischer Baubeamter und Hochschullehrer.

## Leben
Joseph Redlich war ein Sohn des Breslauer Pferdehändlers Isaak Redlich und dessen Ehefrau Friederike. Er studierte Architektur und begann nach dem bestandenen ersten Staatsexamen den Vorbereitungsdienst als Regierungsbauführer (Referendar). 1895 trat er nach dem bestandenen zweiten Staatsexamen als Regierungsbaumeister (Assessor in der öffentlichen Bauverwaltung) in den Staatsdienst ein.
Von 1899 bis 1901 war bei den Neubauten der Charité in Berlin unter Georg Diestel für die Ausführung der Hals-, Nasen- und Ohrenklinik und der Charité-Kapelle zuständig. 1903 wurde er nach Memel versetzt und 1904 in Königsberg zum Bauinspektor ernannt. 1910, inzwischen in Rixdorf bei Berlin wohnend, wurde ihm der Charakter eines Baurats mit dem persönlichen Rang der Räte vierter Klasse verliehen.
Von 1913 bis 1922 lehrte er als Privatdozent an der Technischen Hochschule Charlottenburg (ab 1919 Technische Hochschule Berlin) Städtebau, Baupolizeiordnung und Baurecht. 1918 wurde er zum Regierungs- und Baurat ernannt und zum Wohnungsaufsichtsbeamten für den Landespolizeibezirk Berlin, den Regierungsbezirk Potsdam und den Regierungsbezirk Frankfurt bestellt. Beim Oberpräsidium in Berlin-Charlottenburg wurde er 1922 zum Oberbaurat ernannt und noch im selben Jahr in den Ruhestand versetzt.
1914 starb seine Ehefrau Emilie Redlich geb. Noack. Redlich zog nach Bad Homburg, wo er 1943 starb. In der Sterbeurkunde vom 3. Mai 1943 wurde nachträglich zu seinem Vornamen Josef der Zusatz „Israel“ eingefügt. Auf der Sterbeurkunde befindet sich auch ein Vermerk des Amtsgerichts Frankfurt am Main, dass Josef Redlich am 15. März 1910 aus dem Judentum ausgetreten sei.

## Schriften
- Hygiene, Bauordnung und Parzellierung. Ernst & Sohn, Berlin 1914.
- Zu dem Entwurf einer neuen Bauordnung. In: Zentralblatt der Bauverwaltung, 44. Jahrgang 1924, in zwei Teilen:
  - Nr. 35 (vom 27. August 1924), S. 295–297. (Digitalisat, zuletzt abgerufen am 19. August 2023)
  - Nr. 37 (vom 10. September 1924), S. 311–313. (Digitalisat, zuletzt abgerufen am 25. August 2023)

## Ehrungen
1914 wurde Redlich mit der Denkmünze für verdienstvolle Leistungen im Bau- und Verkehrswesen in Bronze ausgezeichnet.